# Antonio Giovanola
Antonio Giovanola (Cannobio, 2 febbraio 1814 – Milano, 22 dicembre 1882) è stato un politico italiano.

## Biografia
Dopo la laurea in Giurisprudenza, conseguita a Torino nel 1836, si impegnò in politica seguendo un cursus honorum che lo portò dall'impegno amministrativo locale a quello nazionale.
Fu infatti consigliere comunale e sindaco a Cannobio e nella vicina Traffiume, a Maccagno e Vigevano.
Provveditore agli studi e delegato scolastico per il Mandamento di Cannobio, consigliere provinciale a Novara.
Eletto deputato nel 1849, fu nominato senatore nel 1861. Durante la sua militanza parlamentare ricoprì le cariche di ministro dei lavori pubblici nel Governo Rattazzi II (1867), segretario generale ai lavori pubblici (1859) e alle Finanze (1860).

### Fonti
- Scheda senato, su notes9.senato.it.